# Тейлор-Крік (Огайо)
Тейлор-Крік (англ. Taylor Creek) — переписна місцевість (CDP) в США, в окрузі Гамільтон штату Огайо. Населення — 4056 осіб (2020).

## Географія
Тейлор-Крік розташований за координатами 39°14′11″ пн. ш. 84°40′47″ зх. д. / 39.23639° пн. ш. 84.67972° зх. д. (39.236414, -84.679635).  За даними Бюро перепису населення США в 2010 році переписна місцевість мала площу 21,85 км², уся площа — суходіл.

## Демографія
Згідно з переписом 2010 року, у переписній місцевості мешкали 3062 особи в 1265 домогосподарствах у складі 875 родин. Густота населення становила 140 осіб/км².  Було 1362 помешкання (62/км²).
Расовий склад населення:
| - 95,7 % — білих - 2,2 % — чорних або афроамериканців - 1,0 % — азіатів - 0,1 % — корінних американців |

До двох чи більше рас належало 0,8 %. Частка іспаномовних становила 1,1 % від усіх жителів.
За віковим діапазоном населення розподілялося таким чином: 21,4 % — особи молодші 18 років, 63,5 % — особи у віці 18—64 років, 15,1 % — особи у віці 65 років та старші. Медіана віку мешканця становила 44,3 року. На 100 осіб жіночої статі у переписній місцевості припадало 98,4 чоловіків;  на 100 жінок у віці від 18 років та старших — 96,7 чоловіків також старших 18 років.
Середній дохід на одне домашнє господарство  становив 94 567 доларів США (медіана — 71 731), а середній дохід на одну сім'ю — 105 283 долари (медіана — 91 350). Медіана доходів становила 56 721 долар для чоловіків та 43 162 долари для жінок. За межею бідності перебувало 6,7 % осіб, у тому числі 11,1 % дітей у віці до 18 років та 0,8 % осіб у віці 65 років та старших.
Цивільне працевлаштоване населення становило 1947 осіб. Основні галузі зайнятості: освіта, охорона здоров'я та соціальна допомога — 15,3 %, мистецтво, розваги та відпочинок — 10,2 %, науковці, спеціалісти, менеджери — 9,6 %, виробництво — 9,5 %.